# Trachydora actinias
Trachydora actinias är en fjärilsart som beskrevs av Edward Meyrick 1897. Trachydora actinias ingår i släktet Trachydora och familjen fransmalar. Inga underarter finns listade i Catalogue of Life.